# Lamanonia chabertii
Lamanonia chabertii är en tvåhjärtbladig växtart som först beskrevs av Renato Pampanini, och fick sitt nu gällande namn av L. B. Smith. Lamanonia chabertii ingår i släktet Lamanonia och familjen Cunoniaceae. Inga underarter finns listade i Catalogue of Life.